# Andreas Dirks
Pour les articles homonymes, voir Dirks.
Andreas Dirks (né le 16 juin 1865 à Tinnum, mort le 24 juin 1922 à Düsseldorf) est un peintre allemand.

## Biographie
Dirks est le fils ainé de Paul Andreas Dirks et son épouse Anna Louise Auguste Schaper. Il commence sa formation au Hamburger Gewerbeschule. En 1885 et 1886, il étudie à l'académie des beaux-arts de Düsseldorf auprès d'Eugen Dücker. De 1887 à 1893, à l'école des beaux-arts de Weimar, il a pour professeurs Leopold von Kalckreuth et Theodor Hagen. En 1895, il revient à Düsseldorf. Il devient membre de Malkasten. En 1916, il devient professeur. Chaque année, il part à Sylt où il a un atelier. Il fait entre autres un voyage aux États-Unis.